# Hersilia bubi
Hersilia bubi là một loài nhện trong họ Hersiliidae.
Loài này thuộc chi Hersilia. Hersilia bubi được miêu tả năm 2006 bởi Foord & Dippenaar-Schoeman.